# Provin
Provin – miejscowość i gmina we Francji, w regionie Hauts-de-France, w departamencie Nord.
Według danych na rok 1990 gminę zamieszkiwało 3499 osób, a gęstość zaludnienia wynosiła 1032 osób/km² (wśród 1549 gmin regionu Nord-Pas-de-Calais Provin plasuje się na 251. miejscu pod względem liczby ludności, natomiast pod względem powierzchni na miejscu 811.).